# Christoph Eugen
Christoph Eugen (ur. 28 maja 1976 w Judenburgu) – austriacki kombinator norweski, oraz trener dwukrotny medalista mistrzostw świata oraz trzykrotny medalista mistrzostw świata juniorów.

## Kariera
Pierwszy sukces w karierze Christoph Eugen odniósł w 1993 roku, kiedy na mistrzostwach świata juniorów w Harrachovie zdobył srebrne medale zarówno w konkursie drużynowym jak i indywidualnym. Rok później, podczas mistrzostw świata juniorów w Breitenwang wywalczył brązowy medal w sztafecie. W Pucharze Świata zadebiutował 21 stycznia 1993 roku w Saalfelden am Steinernen Meer, gdzie zajął 31. miejsce w konkursie rozgrywanym metodą Gundersena. Wobec braku zdobytych punktów nie został uwzględniony w klasyfikacji generalnej. Pierwsze punkty zdobył 4 grudnia 1993 roku w Saalfelden am Steinernen Meer, zajmując 45. miejsce (w sezonach 1993/1994-2001/2002 obowiązywała punktacja Pucharu Świata). Sezon 1993/1994 ukończył na 78. miejscu.
Eugen punktował we wszystkich swoich startach w sezonie 1994/1995, najlepszy wynik osiągając 25 marca 1995 roku w Sapporo, gdzie był jedenasty. W klasyfikacji generalnej zajął ostatecznie 39. miejsce. Najlepsze wyniki osiągnął w sezonach 1997/1998 i 2000/2001, w których zajmował dziewiąte miejsce w klasyfikacji generalnej. Nigdy nie stanął na podium zawodów pucharowych, ale trzykrotnie zajmował czwarte miejsce: 9 stycznia 1998 roku w Ramsau, 18 stycznia 1998 roku w Chaux-Neuve oraz 9 grudnia 2001 roku w Štrbskim Plesie. Startował także w zawodach Pucharu Świata B (obecnie Puchar Kontynentalny), gdzie osiągnął większe sukcesy, zajmując między innymi szóste miejsce w klasyfikacji generalnej sezonu 2002/2003. Na podium zawodów tego cyklu stawał dwukrotnie: 18 grudnia 1994 roku w Vuokatti oraz 11 lutego 2000 roku w Mislinji zajmował drugie miejsce. Szóste miejsce zajął także w czwartej edycji Letniego Grand Prix w kombinacji norweskiej. W letnich konkursach dwukrotnie stanął na podium: 24 sierpnia 2001 roku w Klingenthal był drugi, a 22 sierpnia 2003 roku zajął trzecie miejsce w Villach.
Pierwszą duża imprezą w jego karierze były mistrzostwa świata w Trondheim w 1997 roku, gdzie indywidualnie zajął trzynaste miejsce. W zawodach drużynowych wspólnie z Felixem Gottwaldem, Mario Stecherem i Robertem Stadelmannem zdobył brązowy medal. Po skokach Austriacy zajmowali czwarte miejsce, jednak na trasie biegu zdołali wyprzedzić Czechów i zająć miejsce na podium. Rok później brał udział w igrzyskach olimpijskich w Nagano, gdzie wraz z kolegami zajął czwarte miejsce w sztafecie, choć po skokach Austriacy byli na drugiej pozycji. Konkurs indywidualny zakończył na 24. pozycji. Z mistrzostw świata w Ramsau nie przywiózł medalu, zajmując między innymi 23. miejsce w sprincie i siódme w sztafecie. Ostatni sukces osiągnął na mistrzostwach świata w Lahti w 2001 roku, wraz z Mario Stecherem, Davidem Kreinerem i Felixem Gottwaldem zdobywając srebrny medal w sztafecie. W konkursach indywidualnych był jedenasty w Gundersenie i dwunasty w sprincie. Wystąpił także w konkursie indywidualnym na igrzyskach olimpijskich w Salt Lake City w 2002 roku, zajmując 20. miejsce. W 2004 roku zakończył karierę.
Po sezonie 2011/2012 został trenerem austriackiej kadry narodowej w kombinacji norweskiej. Zastąpił na tym stanowisku Bårda Jørgena Eldena.

## Osiągnięcia

### Igrzyska olimpijskie
| Miejsce | Dzień     | Rok  | Miejscowość    | Konkurencja          | Wynik zwycięzcy | Strata  | Zwycięzca        |
| ------- | --------- | ---- | -------------- | -------------------- | --------------- | ------- | ---------------- |
| 24.     | 14 lutego | 1998 | Nagano         | Gundersen K-90/15 km | 41:21,1         | +4:16,6 | Bjarte Engen Vik |
| 4.      | 20 lutego | 1998 | Nagano         | Sztafeta K-90/4x5 km | 54:11,5         | +1:53,1 | Norwegia         |
| 20.     | 9 lutego  | 2002 | Salt Lake City | Gundersen K-90/15 km | 39:11,7         | +4:14,4 | Samppa Lajunen   |

### Mistrzostwa świata
| Miejsce | Dzień     | Rok  | Miejscowość | Konkurencja          | Wynik zwycięzcy | Strata  | Zwycięzca        |
| ------- | --------- | ---- | ----------- | -------------------- | --------------- | ------- | ---------------- |
| 13.     | 22 lutego | 1997 | Trondheim   | Gundersen K-90/15 km | 43:43,1         | +2:55,2 | Kenji Ogiwara    |
| 3.      | 23 lutego | 1997 | Trondheim   | Sztafeta K-90/4x5 km | 52:18,0         | +1:12,9 | Norwegia         |
| 33.     | 20 lutego | 1999 | Ramsau      | Gundersen K-90/15 km | 37:04,8         | +6:24,3 | Bjarte Engen Vik |
| 7.      | 25 lutego | 1999 | Ramsau      | Sztafeta K-90/4x5 km | 49:34,2         | +3:34,4 | Finlandia        |
| 23.     | 27 lutego | 1999 | Ramsau      | Sprint K-90/7,5 km   | 17:48,4         | +1:51,1 | Bjarte Engen Vik |
| 11.     | 15 lutego | 2001 | Lahti       | Gundersen K-90/15 km | 39:26,7         | ?       | Bjarte Engen Vik |
| 2.      | 20 lutego | 2001 | Lahti       | Sztafeta K-90/4x5 km | 48:54,1         | +10,9   | Norwegia         |
| 12.     | 24 lutego | 2001 | Lahti       | Sprint K-116/7,5 km  | 19:40,3         | ?       | Marko Baacke     |

### Mistrzostwa świata juniorów
| Miejsce | Dzień       | Rok  | Miejscowość | Konkurencja          | Wynik zwycięzcy | Strata | Zwycięzca           |
| ------- | ----------- | ---- | ----------- | -------------------- | --------------- | ------ | ------------------- |
| 2.      | 3 marca     | 1993 | Harrachov   | Gundersen K90/15 km  | ?               | ?      | Knut Borge Andersen |
| 2.      | 4 marca     | 1993 | Harrachov   | Sztafeta K-90/3x5 km | ?               | ?      | Norwegia            |
| 3.      | 27 stycznia | 1994 | Breitenwang | Sztafeta K-90/3x5 km | ?               | ?      | Norwegia            |

### Puchar Świata

#### Miejsca w klasyfikacji generalnej
- sezon 1993/1994: 78.
- sezon 1994/1995: 39.
- sezon 1995/1996: 33.
- sezon 1996/1997: 20.
- sezon 1997/1998: 9.
- sezon 1998/1999: 35.
- sezon 1999/2000: 42.
- sezon 2000/2001: 9.
- sezon 2001/2002: 21.
- sezon 2002/2003: 45.

#### Miejsca na podium chronologicznie
Eugen nigdy nie stał na podium indywidualnych zawodów Pucharu Świata.

### Puchar Kontynentalny

#### Miejsca w klasyfikacji generalnej
- sezon 1993/1994: 49.
- sezon 2002/2003: 6.
- sezon 2003/2004: 26.

#### Miejsca na podium chronologicznie
| Nr | Data            | Miejscowość | Konkurencja         | Wynik zwycięzcy | Pozycja | Strata | Zwycięzca        |
| -- | --------------- | ----------- | ------------------- | --------------- | ------- | ------ | ---------------- |
| 1. | 18 grudnia 1994 | Vuokatti    | Gundersen K90/15 km | ?               | 2.      | ?      | Halldor Skard    |
| 2. | 11 lutego 2000  | Mislinja    | Sprint K90/7.5 km   | ?               | 2.      | ?      | Christoph Bieler |

### Letnie Grand Prix

#### Miejsca w klasyfikacji generalnej
- 1998: 15.
- 2000: 16.
- 2001: 6.
- 2002: 13.
- 2003: 7.

#### Miejsca na podium chronologicznie
| Nr | Data             | Miejscowość | Konkurencja         | Wynik zwycięzcy | Pozycja | Strata   | Zwycięzca        |
| -- | ---------------- | ----------- | ------------------- | --------------- | ------- | -------- | ---------------- |
| 1. | 24 sierpnia 2001 | Klingenthal | Gundersen K80/14 km | 238.5 pkt       | 2.      | -4.0 pkt | Samppa Lajunen   |
| 2. | 22 sierpnia 2003 | Villach     | Gundersen K90/15 km | ?               | 3.      | +5.2 s   | Christoph Bieler |